# Vale de Janeiro
Vale de Janeiro ist ein Ort und eine ehemalige Gemeinde im Nordosten Portugals, in der Region Trás-os-Montes.

## Geschichte
Funde belegen eine vorgeschichtliche Besiedlung, insbesondere die eisenzeitlichen Ausgrabungsstätten befestigter Siedlungen der Castrokultur, so Castelo de Vale de Janeiro an der Wallfahrtskirche Santuário de Nossa Senhora da Saúde, und Castro Mau an den Wasserfällen Fragas Amarelas, am rechten Ufer des Tuela.
Die heutige Ortschaft entstand vermutlich im Verlauf der Reconquista und ist seit der Gründung des unabhängigen Königreich Portugals im Jahr 1139 als eigenständige Gemeinde dokumentiert.
Im Zuge der Gebietsreform 2013 wurde die Gemeinde Vale de Janeiro aufgelöst und mit Curopos zur neuen Gemeinde UF Curopos e Vale de Janeiro zusammengeschlossen.

## Verwaltung
Vale de Janeiro war eine Gemeinde (Freguesia) im Kreis (Concelho) von Vinhais, im Distrikt Bragança. Die Gemeinde hatte eine Fläche von 14,98 km² und zählte 101 Einwohner (Stand 30. Juni 2011).
Zwei Ortschaften liegen im Gebiet der ehemaligen Gemeinde:
- Maçaira
- Vale de Janeiro

Im Zuge der Administrativen Neuordnung in Portugal 2013 wurden die Gemeinden Vale de Janeiro und Curopos am 29. September 2013 zur neuen Gemeinde União das Freguesias de Curopos e Vale de Janeiro zusammengeschlossen. Sitz der neuen Gemeinde wurde Curopos.